# 摩德肯基教
摩德肯基教（Modekngei），又称为恩加拉摩德肯基教（Ngara Modekngei）。摩德肯基教是一个一神論宗教运动，1915年左右由帛琉人特穆戴德（Tamadad）在巴伯尔道布岛创立，随后传遍整个帛琉。 摩德肯基教在一战和二战之间具有政治意义，目前帛琉有5.7%的人口信奉该教。 摩德肯基教是古老帛琉习俗与基督教的混合体，追随者信仰基督教的上帝，承认耶稣基督是弥赛亚，同时也对传统的帛琉神灵表示敬意。

## 历史
摩德肯基教的起源尚未确定，但有一种假设认为，摩德肯基教最初是反抗日本占领帛琉的一种非暴力抵抗形式。 岛民通过在口头传诵的赞美诗（keskes）中，融合当地的泛靈論和基督教信仰，能够更好地保存和传承他们的传统。
雅龐州流传着一个故事，据说摩德肯基教来自基督传教士的努力发展，他们希望可以改变岛民的信仰。该州艾博邦村的村民几乎全部信奉摩德肯基教，传教士对村民恪守传统习俗的印象深刻，特别允许村民在信奉基督教之外，同时保留帛琉人传统信仰的女神。

## 实践
摩德肯基教的目标是以符合基督教的方式，保存古老的帛琉传统习俗。
居住在艾博邦村的摩德肯基教信徒，奉行一种以家庭、社区和纯洁等古老观念为中心的生活方式。摩德肯基教禁止信徒饮酒和吸毒，村里的孩子必须在天黑前回家，不得在神圣的地方大声喧哗。
摩德肯基教的教堂位于艾博邦村的中央，也是整个村庄的活动中心，村民们每天都会前往参加教堂礼拜。摩德肯基教要求社区成员每天早晨默默地步行去教堂，在教堂礼拜之前说话（尤其是大声说话）被认为是不尊重的行为，近乎亵渎神明。
艾博邦村妇女平常会穿着裤子，但必须穿着更正式的服装才能进入或经过教堂，例如裙子或连衣裙；因此，经常可以看到穿着裤子的妇女，绕远路到达目的地，以免没有穿合适的衣服穿过教堂。摩德肯基教的日常礼拜很短，主要包括个人和集体祈祷；然而，庆祝传统和宗教节日的礼拜更加复杂，可能持续数天，需要几周的集体准备。
大多数帛琉人都遵守一项习俗，那就是无论任何宗教信仰，在艾博邦村内一律禁止饮酒或吸烟。根据传统的说法，违反这项禁令将会带来可怕的暴雨，除非罪孽得到女神的宽恕，否则暴雨不会消失。所以，即使是可以喝酒或吸烟的帛琉人，也会避免将违禁物品带入村庄范围，人们坚信雨水会侵扰村庄，因此摩德肯基教的信徒会在村庄各处的树枝上，悬挂水果和其他零食，祈求女神原谅外来人的不当行为。
另一项传统活动是为道路祈福，这个特殊习俗与月亮周期相吻合。每次满月到来的前几天，人们会齐心协力打扫整个村庄，修剪草坪、清扫垃圾、擦洗房屋；然后，在满月来临的前一天晚上，艾博邦村的每个人都会待在家里，而村里的长老则会在街道上巡视，为村庄祈祷和祈福。这是摩德肯基教的一项必要活动，因为人们相信在满月期间，女神能够更好地看到人们的不当行为。

## 摩德肯基学校
帛琉摩德肯基学校（Belau Modekngei School, BMS）位于艾博邦村，是一所寄宿制高中学校。 1974年，几位摩德肯基教长老为延续宗教传承，于是在村庄的尽头建造这所宗教学校。
现今，摩德肯基学校约有25—30名九至十二年级的学生。 学生和教职员工可以选择住在校园的传统宿舍，但是校园内并没有电力或自来水供应，或者可以住在周围的村庄，大略超过半数的学生住在校园内。
摩德肯基学校招收的学生群体非常多元化，有些学生来自重视传统教育的家庭，其他学生则将摩德肯基学校作为最后的选择；作为帛琉少数的私立高中之一，摩德肯基学校也可以选择接收被岛上唯一公立高中开除的学生。
摩德肯基学校的学生除了学习英语、数学和帛琉语等核心学术科目，也修读摩德肯基教的宗教课程，以及学习种植传统的药用作物，并与广大村民一起实践传统习俗。这座学校的主要目标，是为帛琉人的子孙后代保留摩德肯基教的古老传统。

## 延伸阅读
- Aoyagi, Machiko.  (PDF). Senri Ethnological Studies. 1987, 21: 339–361  [2025-03-14]. （原始内容存档 (PDF)于2024-09-25）.